# Pagador
Pagador ist eine Ortschaft im Departamento Oruro im Hochland des südamerikanischen Anden-Staates Bolivien.

## Lage im Nahraum
Pagador ist zentraler Ort des Kanton Pagador im Municipio Sabaya in der Provinz Sabaya. Die Ortschaft liegt auf einer Höhe von 3694 m nahe der Grenze zu Chile, etwa fünfzehn Kilometer östlich des chilenischen Grenzortes Colchane. Pagador liegt auf halbem Weg zwischen dem nach Südosten fünfzehn Kilometer entfernten Salzsee Salar de Coipasa und den nordwestlich gelegenen Gipfeln des Cerro Cabaraya (5886 m) und des Cerro Separaya (5571 m).

## Geographie
Pagador liegt am Rand des bolivianischen Altiplano, der hier nach Westen hin durch die Cordillera Occidental begrenzt wird.
Das Klima in der Region ist semiarid, der Jahresniederschlag liegt bei niedrigen 200 mm (siehe Klimadiagramm Sabaya). Von April bis November herrscht Trockenzeit mit Monatswerten von weniger als 10 mm Niederschlag, die Feuchtezeit im Sommer ist kurz und der Regen wenig ergiebig. Die Jahresdurchschnittstemperatur liegt bei knapp 7 °C ohne wesentliche Schwankungen im Jahresverlauf, aber mit starken Tagesschwankungen der Temperatur und häufigem Frostwechsel.
Die Vegetation in der Region entspricht der semiariden Puna. Sie ist baumlos und setzt sich vor allem aus Dornsträuchern, Gräsern, Sukkulenten und Polsterpflanzen zusammen. Sie wird wirtschaftlich als Lama-, Alpaka- und Schafweide genutzt.

## Verkehrsnetz
Pagador liegt in einer Entfernung von 223 Straßenkilometern südwestlich von Oruro, der Hauptstadt des gleichnamigen Departamentos.
Durch Pagador führt die 279 Kilometer lange und weitgehend unbefestigte Nationalstraße Ruta 12, die von Caihuasi kommend die Stadt Oruro durchquert und dann über Ancaravi, Huachacalla und Sabaya nach Pisiga Bolívar an der chilenischen Grenze führt und in Chile als "Ruta San Pedro de Atacama" weitergeführt wird.

## Bevölkerung
Die Einwohnerzahl des Ortes ist in den vergangenen beiden Jahrzehnten auf ein Mehrfaches angestiegen:
| Jahr | Einwohner | Quelle       |
| ---- | --------- | ------------ |
| 1992 | 42        | Volkszählung |
| 2001 | 134       | Volkszählung |
| 2012 | 284       | Volkszählung |
| 2024 |           | Volkszählung |

Die Region weist einen hohen Anteil an Aymara-Bevölkerung auf, im Municipio Sabaya sprechen 62,9 Prozent der Bevölkerung Aymara.